# Списак генерала и адмирала Југословенске војске: Р
Списак генерала и адмирала Југословенске војске (ЈВ) чије презиме почиње на слово Р, за остале генерале и адмирале погледајте Списак генерала и адмирала Југословенске војске.
напомена:
Генералски, односно адмиралски чинови у ЈВ су били — војвода, армијски генерал (адмирал), дивизијски генерал (вице-адмирал) и бригадни генерал (контра-адмирал). 

### Р
- Драгомир Раденковић (1883—1944), артиљеријски бригадни генерал. Одведен у заробљеништво 1941. године.
- Милан Раденковић (1883—1972), армијски генерал. Одведен у заробљеништво 1941. године, после рата није наставио службу.
- Милан Радивојевић (1882—1969), дивизијски генерал.
- Петар Радивојевић (1877—1961), пешадијски бригадни генерал. Активна служба у ВКЈ престала му је 1938. Реактивиран 1941. Одведен у заробљеништво 1941. године, после рата није наставио службу.
- Ђорђе Радисављевић (1877—1946), дивизијски генерал. Активна служба у ВКЈ престала му је 1938. Реактивиран 1941. Одведен у заробљеништво 1941. године.
- Душан Радовановић (1887—1964), дивизијски генерал. Одведен у заробљеништво 1941. године, после рата није наставио службу.
- Милан Радовановић (1882—1939), артиљеријски бригадни генерал.
- Стеван Радовановић (1879—1960), дивизијски генерал. Активна служба у ВКЈ престала му је 1933.
- Милорад Радовић (1888—1970), дивизијски генерал. Пензионисан у ЈВвО 1941.
- Миливоје Радоњић (1881—1939), пешадијски бригадни генерал.
- Драгутин Радосављевић (1884—1944), дивизијски генерал. Одведен у заробљеништво 1941. године.
- Лазар Радосављевић (1879—1956), артиљеријски бригадни генерал. Активна служба у ВКЈ престала му је 1928. Преведен у резерву.
- Војислав Радосављевић (1891—1970), пешадијски бригадни генерал. Одведен у заробљеништво 1941. године, после рата није наставио службу.
- Милан А. Радосављевић (1880—1942), пешадијски бригадни генерал. Активна служба у ВКЈ престала му је 1936.
- Милан И. Радосављевић (1879—1973), пешадијски бригадни генерал. Активна служба у ВКЈ престала му је 1930. Преведен у резерву.
- Милан Рајаковић (1885—?), интендантски бригадни генерал. Прешао у војску НДХ 1941.
- Матеја Рајнић (1882—?), артиљеријски бригадни генерал. Одведен у заробљеништво 1941. године, после рата није наставио службу.
- Мирко Рајх (1887—1941), пешадијски бригадни генерал. Одведен у заробљеништво 1941. године, после рата није наставио службу.
- Ратко Ракетић (1884—1961), дивизијски генерал.
- Метод Ракуша (1889—1963), пешадијски бригадни генерал. Одведен у заробљеништво 1941. године, после рата није наставио службу.
- Живан Ранковић (1880—1960), пешадијски бригадни генерал. Активна служба у ВКЈ престала му је 1927. Одведен у заробљеништво 1941. године, после рата наставио службу у ЈА са чином генерал-мајор. Пензионисан 1947.
- Велимир Раносовић (1892—1954), генералштабни бригадни генерал. Пензионисан у ЈВвО 1945.
- Михаило Рашић (1858—1932), дивизијски генерал. Активна служба у ВКЈ престала му је 1921. Преведен у резерву са вишим чином 1923.
- Јован Рекалић (1877—1959), пешадијски бригадни генерал. Активна служба у ВКЈ престала му је 1929. Реактивиран 1941. Одведен у заробљеништво 1941. године, после рата није наставио службу.
- Борисав Ристић (1883—1967), дивизијски генерал. Активна служба у ВКЈ престала му је 1940. Реактивиран 1941. Пензионисан 1945.
- Гргур Ристић (1878—1950), дивизијски генерал. Активна служба у ВКЈ престала му је 1938. Реактивиран 1941. Одведен у заробљеништво 1941. године, после рата није наставио службу.
- Драгутин Ристић (1872—1959), дивизијски генерал. Активна служба у ВКЈ престала му је 1927.
- Милорад Ристић (1871—1956), дивизијски генерал. Активна служба у ВКЈ престала му је 1927. Преведен у резерву.
- Станоје Ристић (1878—?), интендантски бригадни генерал.
- Леон Рупник (1880—1946), дивизијски генерал.
- др Жарко Рувидић (1880—1947), санитетски генерал.